# Mauritshuis
Mauritshuis (česky Mořicův dům) je obrazárna nizozemského národního muzea v Haagu, nacházející se na Korte Vijverberg 8 v klasicistním paláci z roku 1640. Oficiální název obrazárny je Koninklijk Kabinet van Schilderijen Mauritshuis (česky Královská malířská galerie Mořicův dům).

## Historie
Palác postavil Pieter Post podle projektu architekta Jacoba van Campena jako rezidenci hraběte Jana Mořice Nasavsko-Siegenského (1604–1679), který byl v té době guvernérem holandské Brazílie, dočasné nizozemské državy v Pernambucu. Jde o přísně symetrickou dvoupatrovou budovu se čtyřmi apartmány a velkou halou. Každý apartmán sestává z předsíně, pokoje, kabinetu a šatny. Původně měla budova kopuli, která byla zničena při požáru v roce 1704.
V roce 1685 byla přejmenována na Hotel van staat; ubytovávali se zde členové nizozemského parlamentu (Staten-Generaal van het Koninkrijk der Nederlanden). V roce 1704 palác vyhořel a následně byl renovován – tato renovace skončila v roce 1720.
Stavba, k níž přiléhá vodní nádrž, je jedním z nejkrásnějších příkladů nizozemského klasicismu s vlivy italské renesance a byla prohlášena za národní památku.
V letech 2012 až 2014 prošla obrazárna Mauritshuis rozsáhlou rekonstrukcí a přístavbou. Slavnostní znovuotevření se konalo 27. června 2014 za účasti krále Willema-Alexandera.

### Galerie
V roce 1820 koupil budovu nizozemský stát jako sídlo Královské malířské galerie. Dnes světoznámá obrazárna byla otevřena v roce 1822 jako Královský kabinet malířství a Královský kabinet kuriozit. V roce 1875 celé muzeum bylo přeměněno na galerii. Její základ tvořila kolekce asi 200 obrazů – sbírka místodržitele Viléma V., prince oranžského, kterou předal Nizozemskému státu jeho syn, král Vilém I. V současnosti sbírka obsahuje na 800 obrazů, mezi nimiž jsou díla nejvýznamnějších nizozemských a vlámských malířů především 17. století (zlatý věk nizozemského malířství), mezi jiným Rembrandta, Vermeera (Diana s nymfami, Dívka s perlou, Pohled na Delft), Jana Steena, Franse Halse, Carela Fabritia, Gerarda ter Borcha, Antoona van Dycka nebo Paula Pottera; významnou součástí sbírky jsou i díla Hanse Holbeina mladšího.
Mauritshuis byl státní institucí do roku 1995, kdy byla zprivatizována. Nadace zřízená v té době se zavázala spravovat jak budovu (která je ve vlastnictví státu, od něhož ji má muzeum pronajatu), tak sbírky, které má od státu dlouhodobě zapůjčeny. Muzeum spolupracuje pravidelně s muzei a galeriemi v jiných zemích, pořádá pravidelně i tematické krátkodobé výstavy. V roce 2007 muzeum zhlédlo téměř 250.000 návštěvníků.

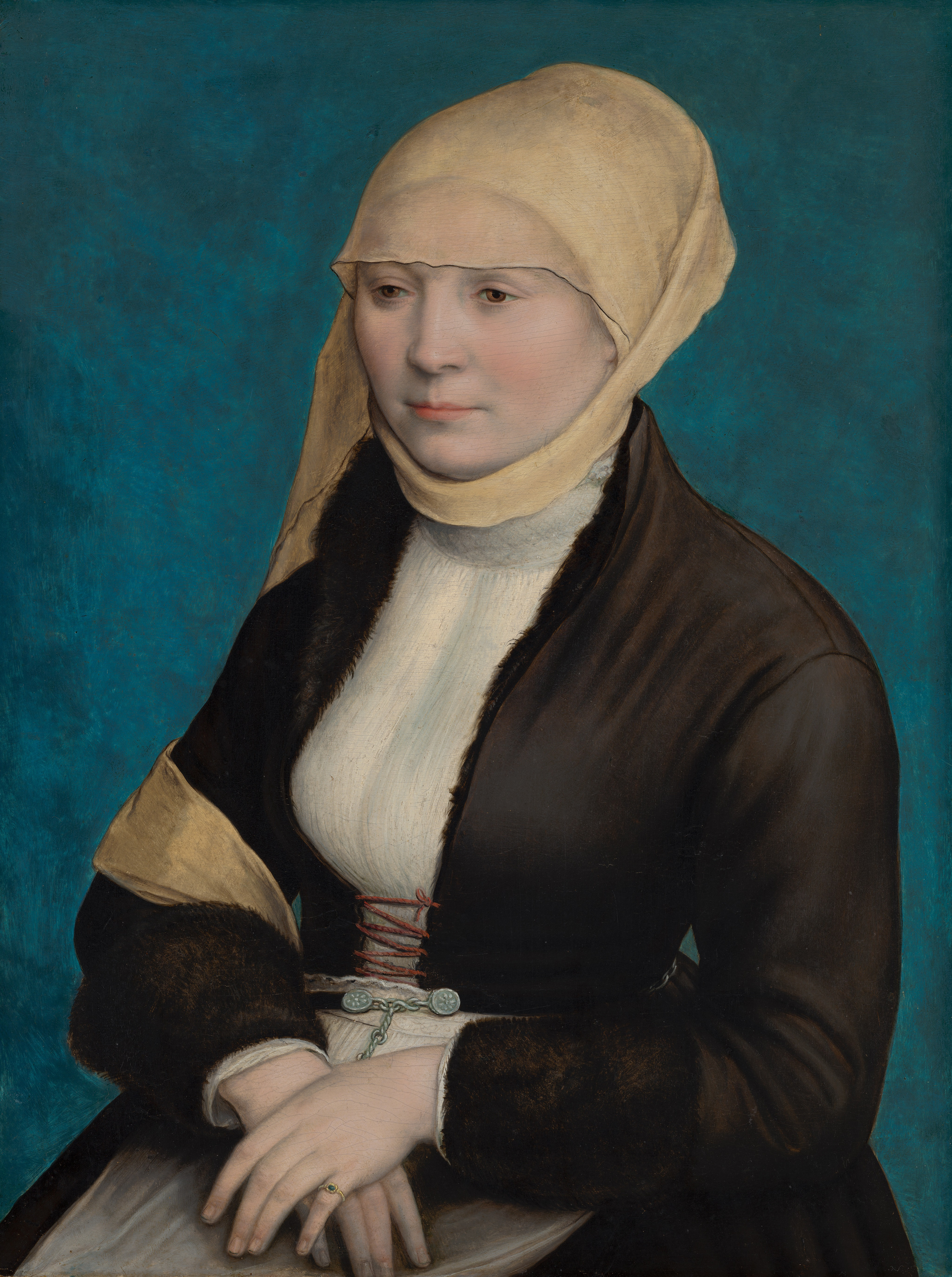
Hans Holbein mladší, Portrét ženy, kolem 1517
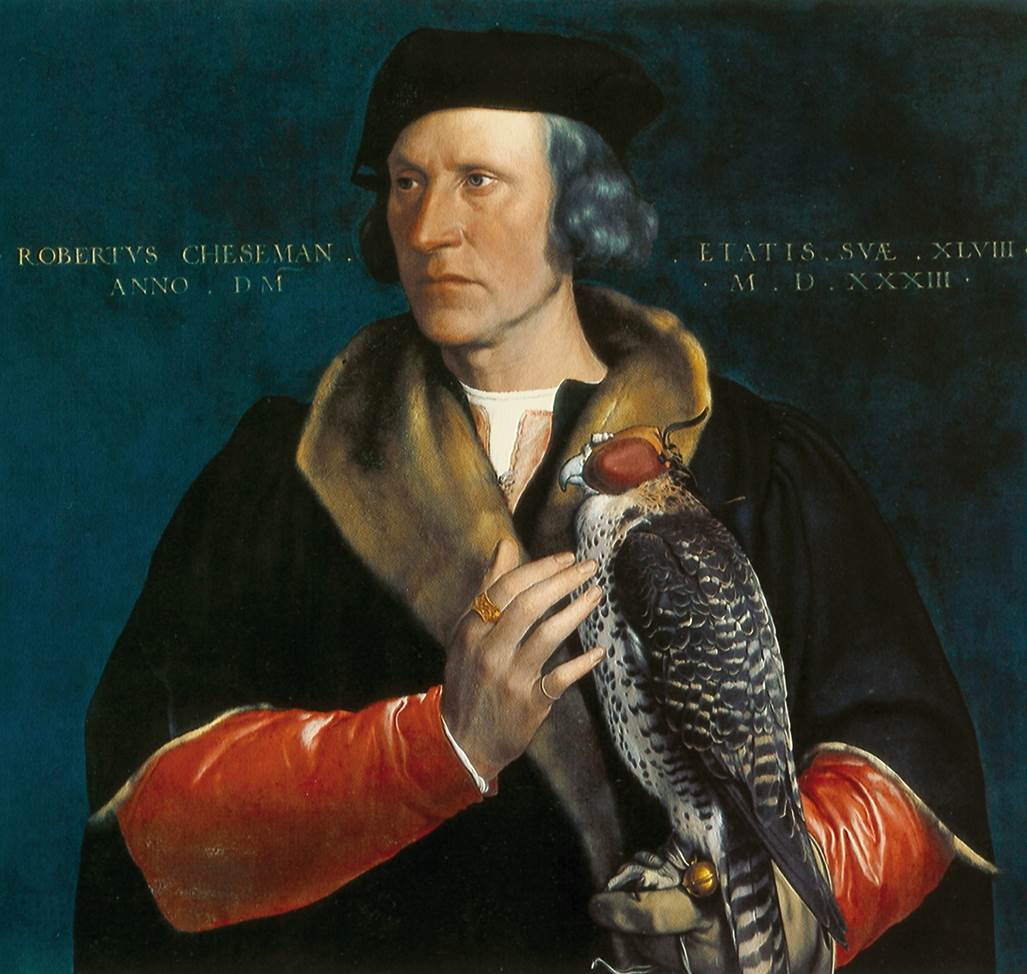
Hans Holbein mladší, Portrét Roberta Chesemana, kolem 1543
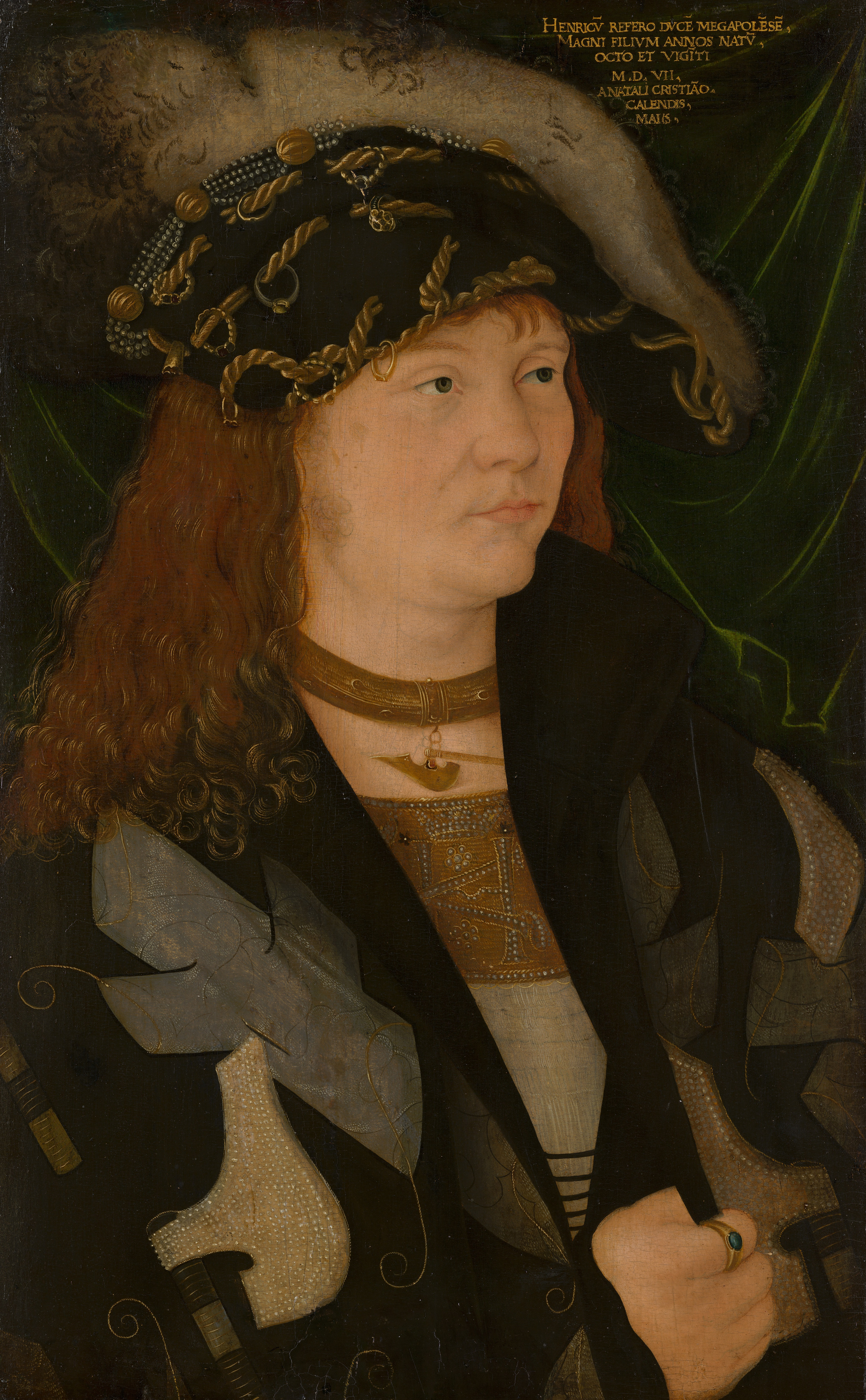
Jacopo de Barbari, Portrét van Hendrika, graaf van Mecklenburg (1479-1552)
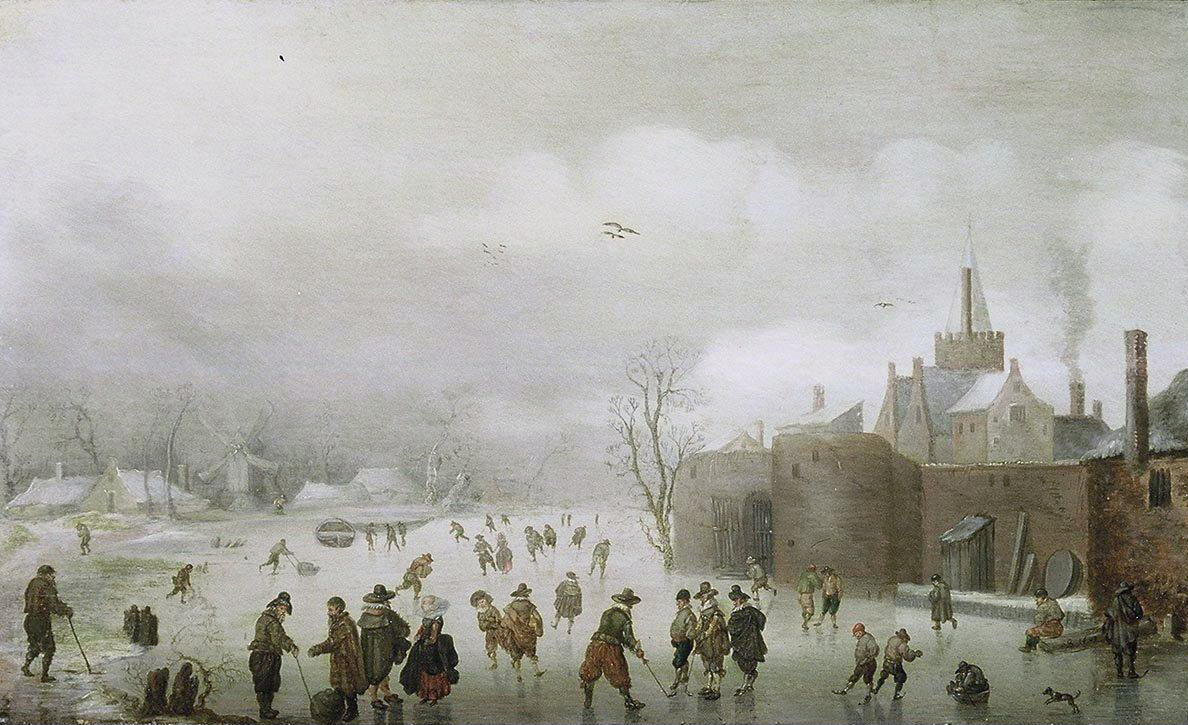
Antonie Verstralen, Zimní krajina, 1623
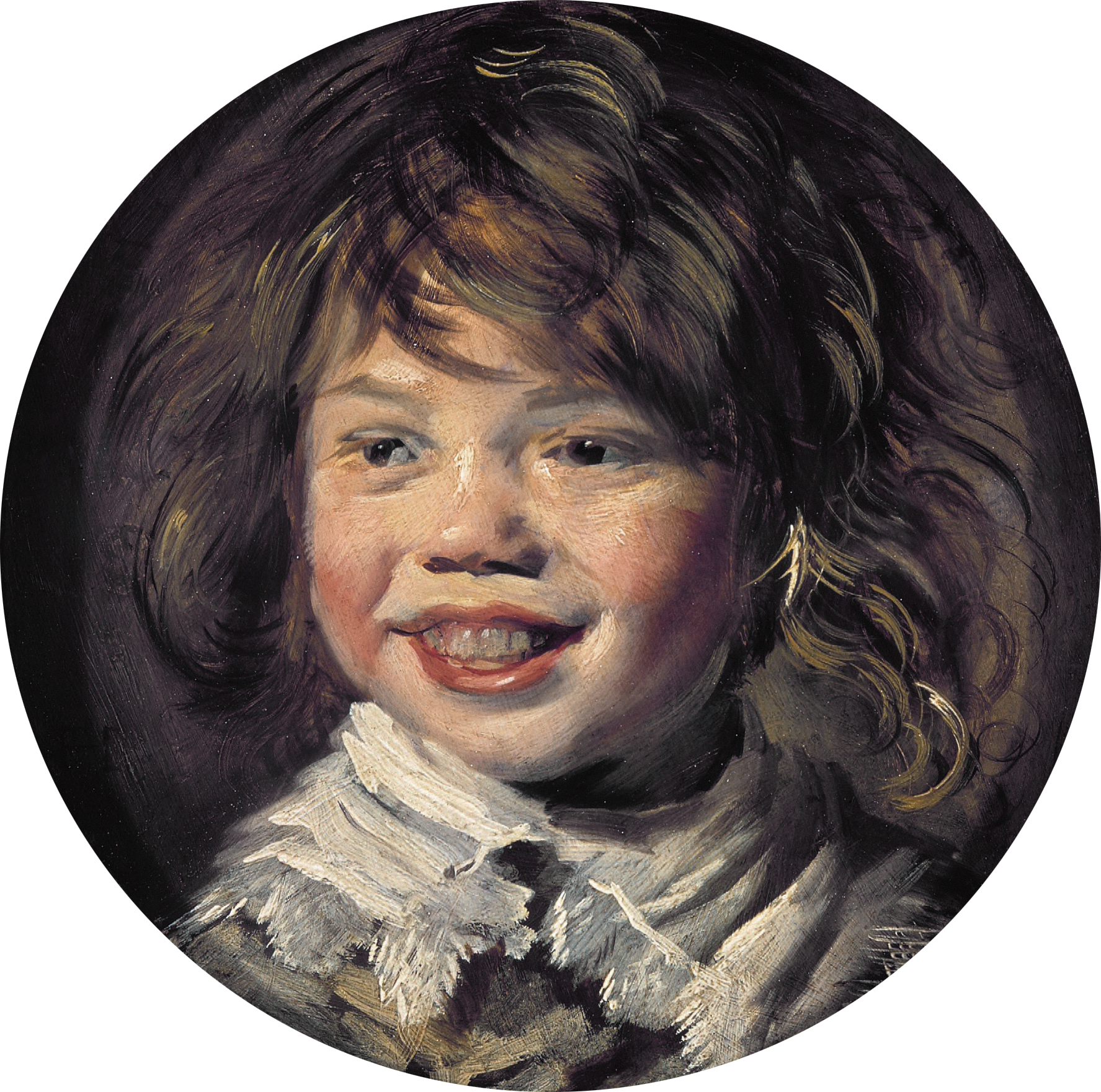
Frans Hals, Smějící se chlapec kolem 1625
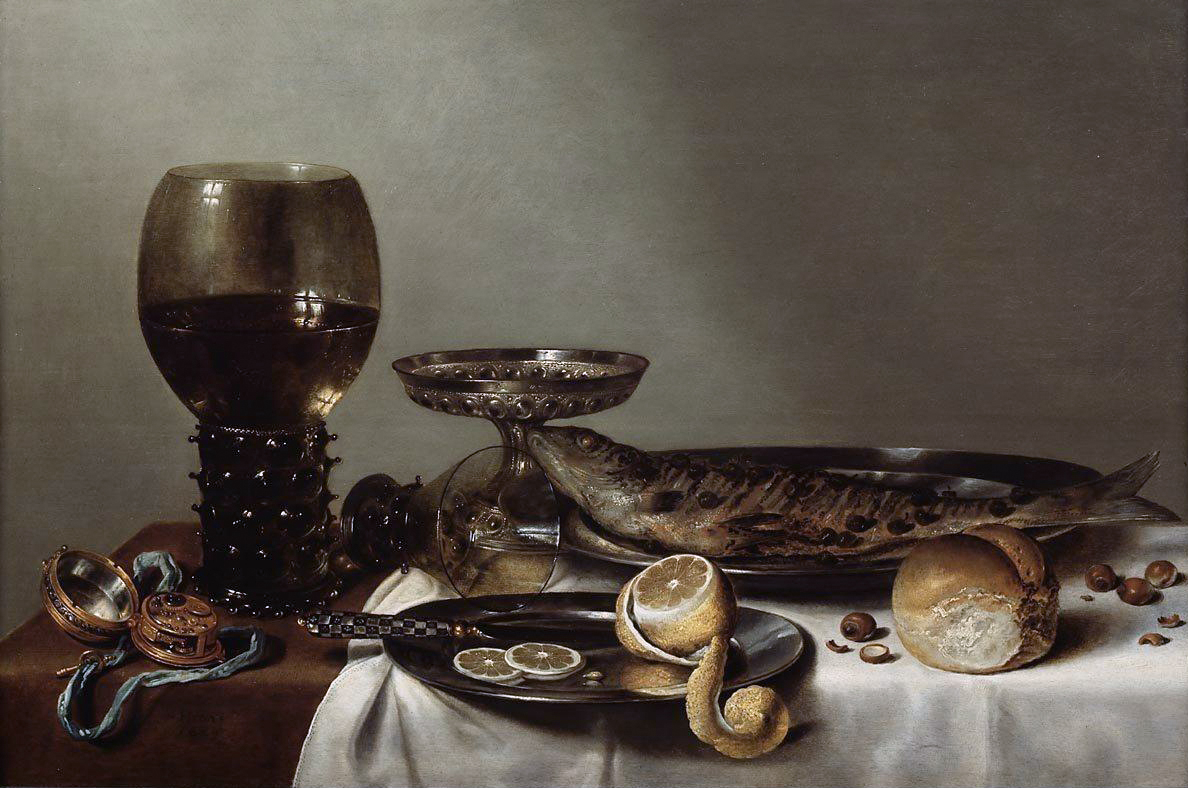
Willem Claesz, Zátiší, 1629
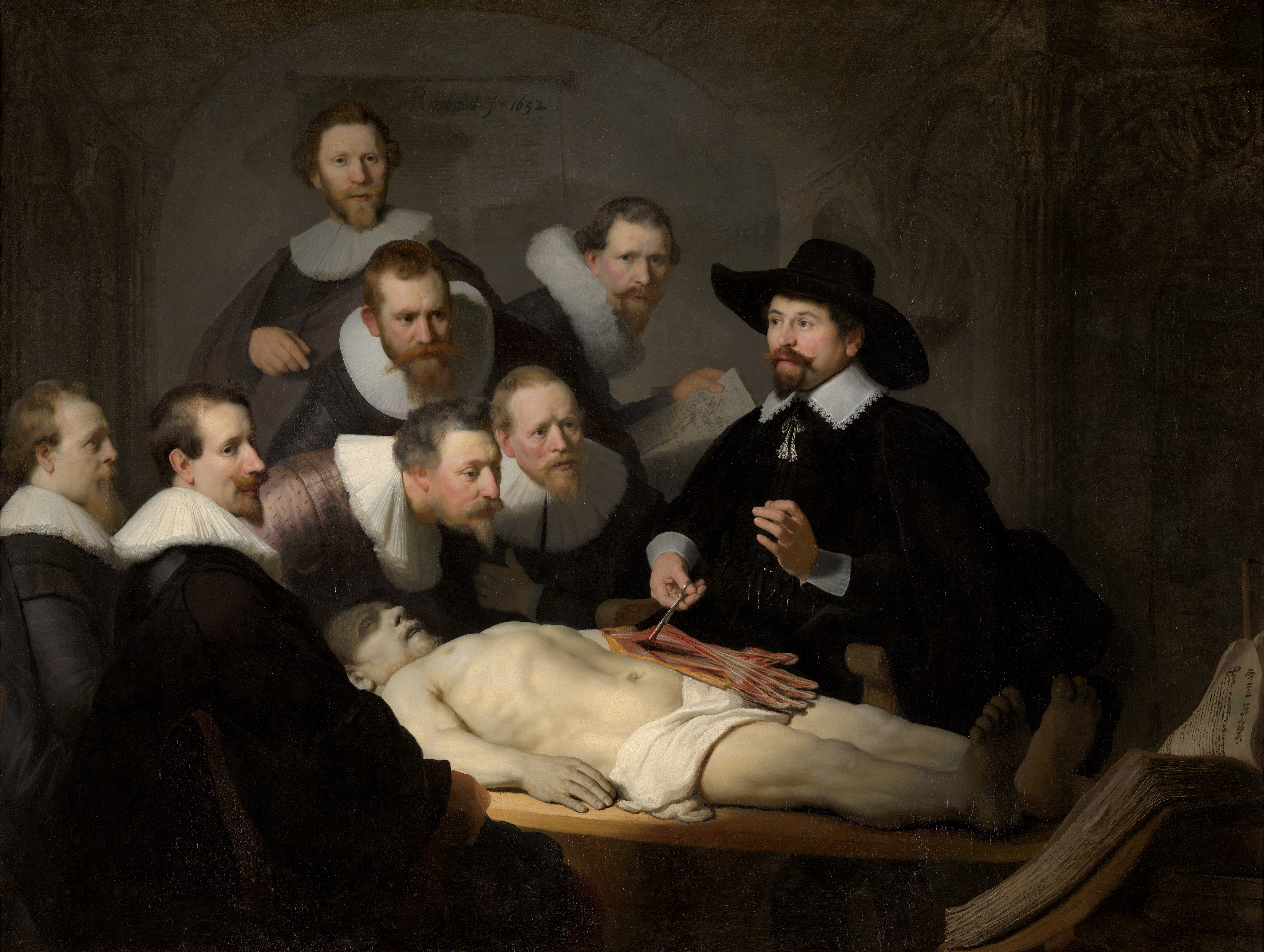
Rembrandt Harmenszoon van Rijn, Anatomie doktora Tulpa, kolem. 1632
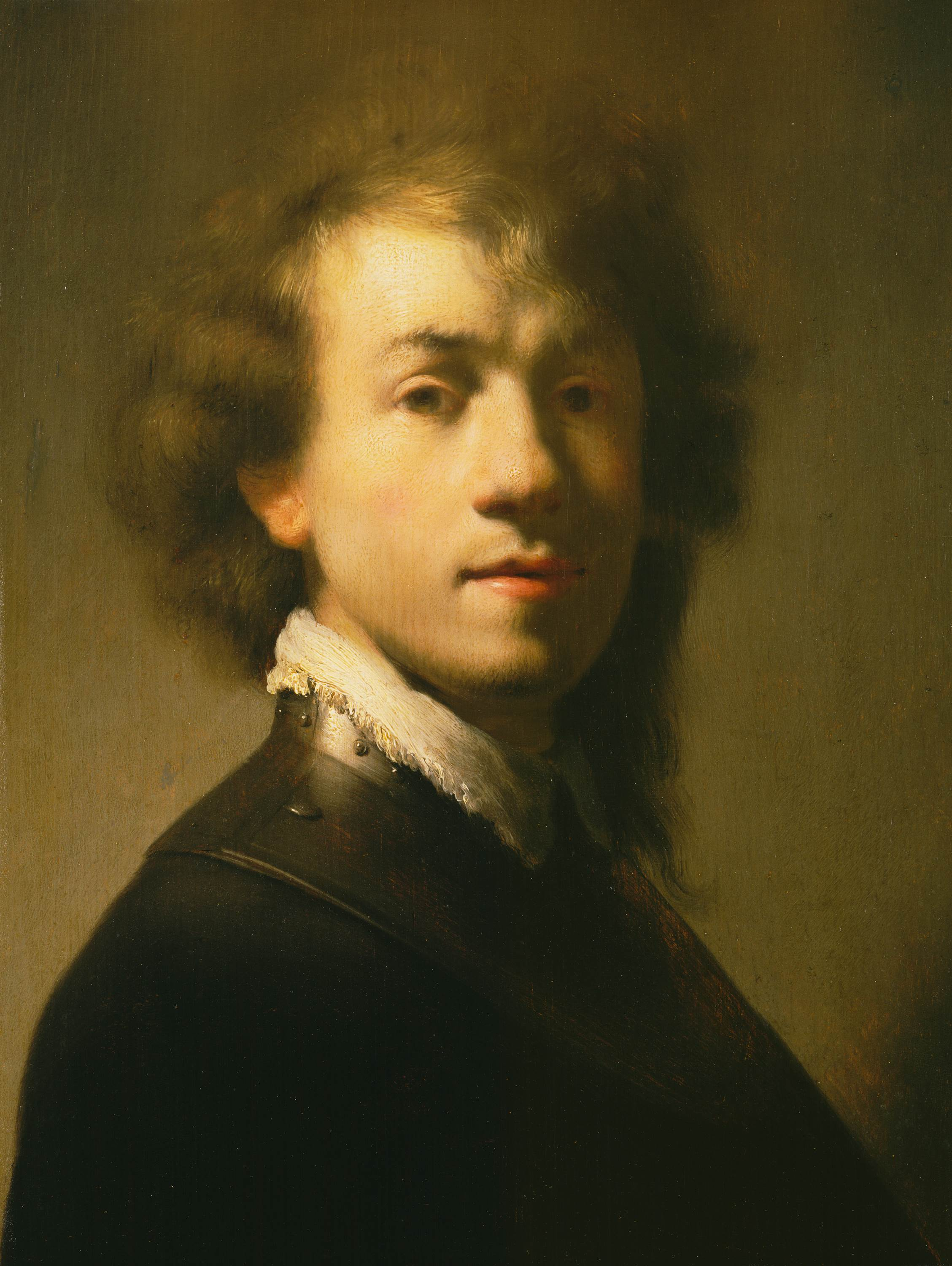
Rembrandt van Rijn (atelier kopie), Portrét
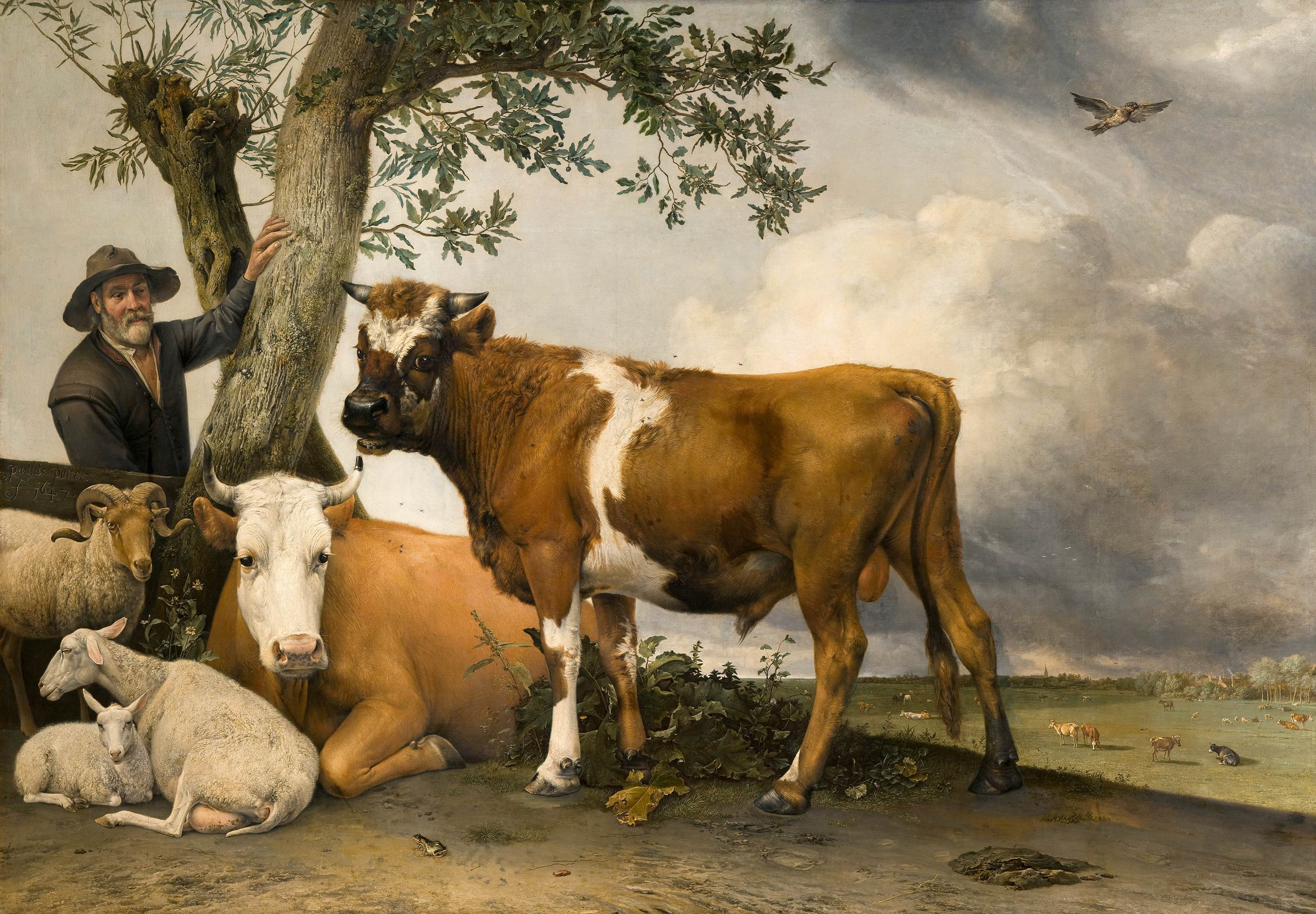
Paulus Potter, Býk, kolem 1647
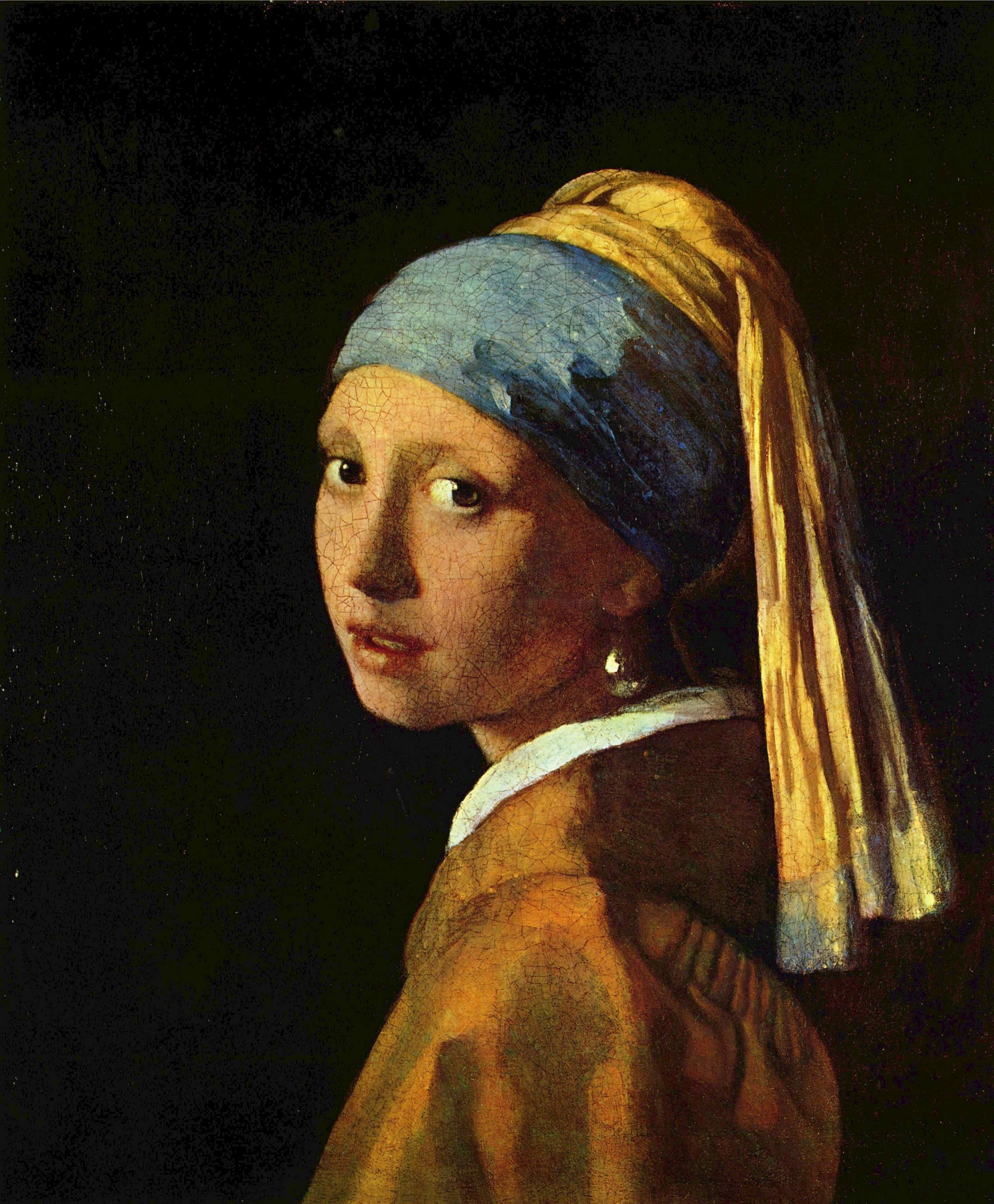
Johannes Vermeer, Dívka s perlou, kolem 1665
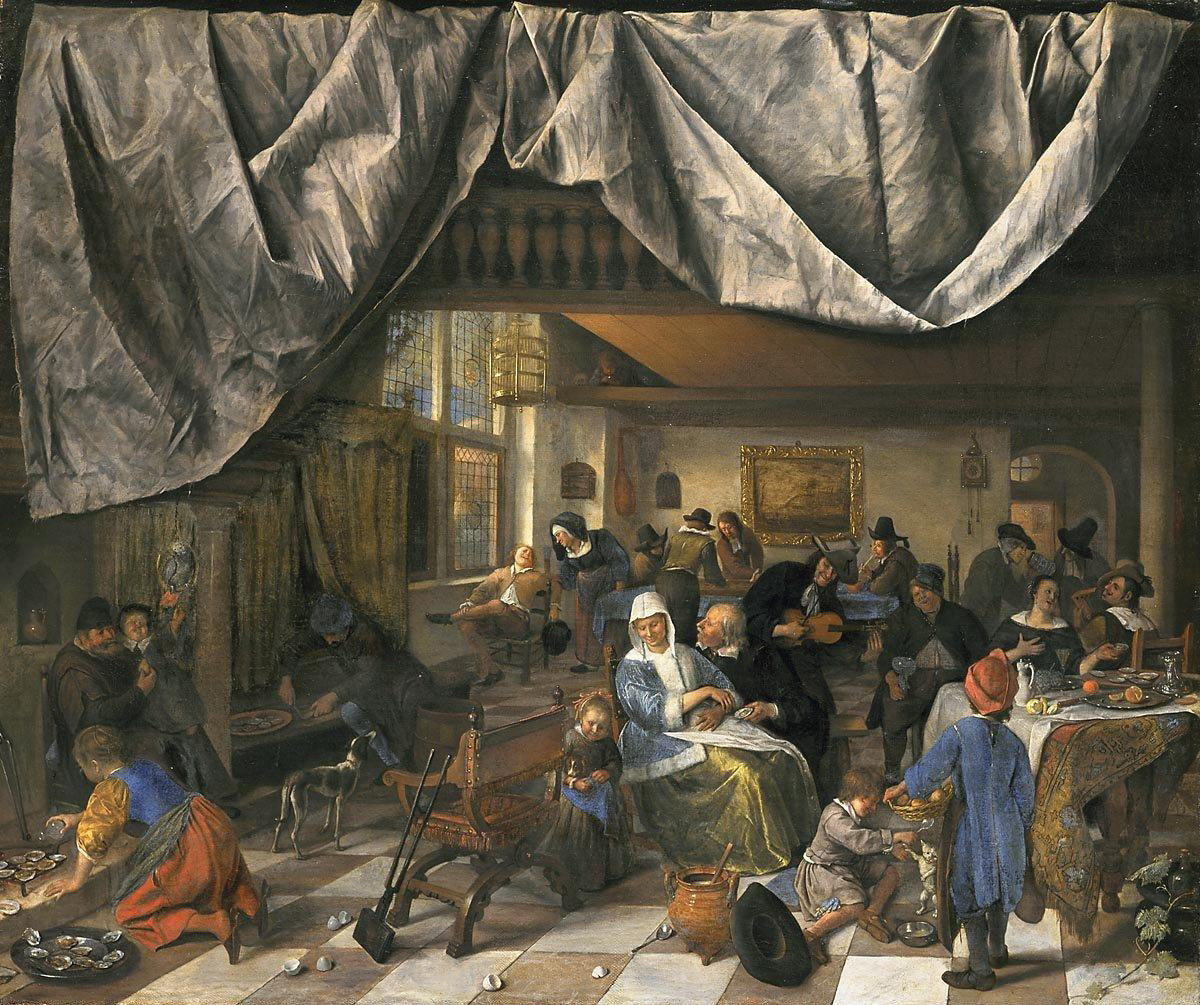
Jan Steen, Hostinec, 3. čtvrtina 17. století
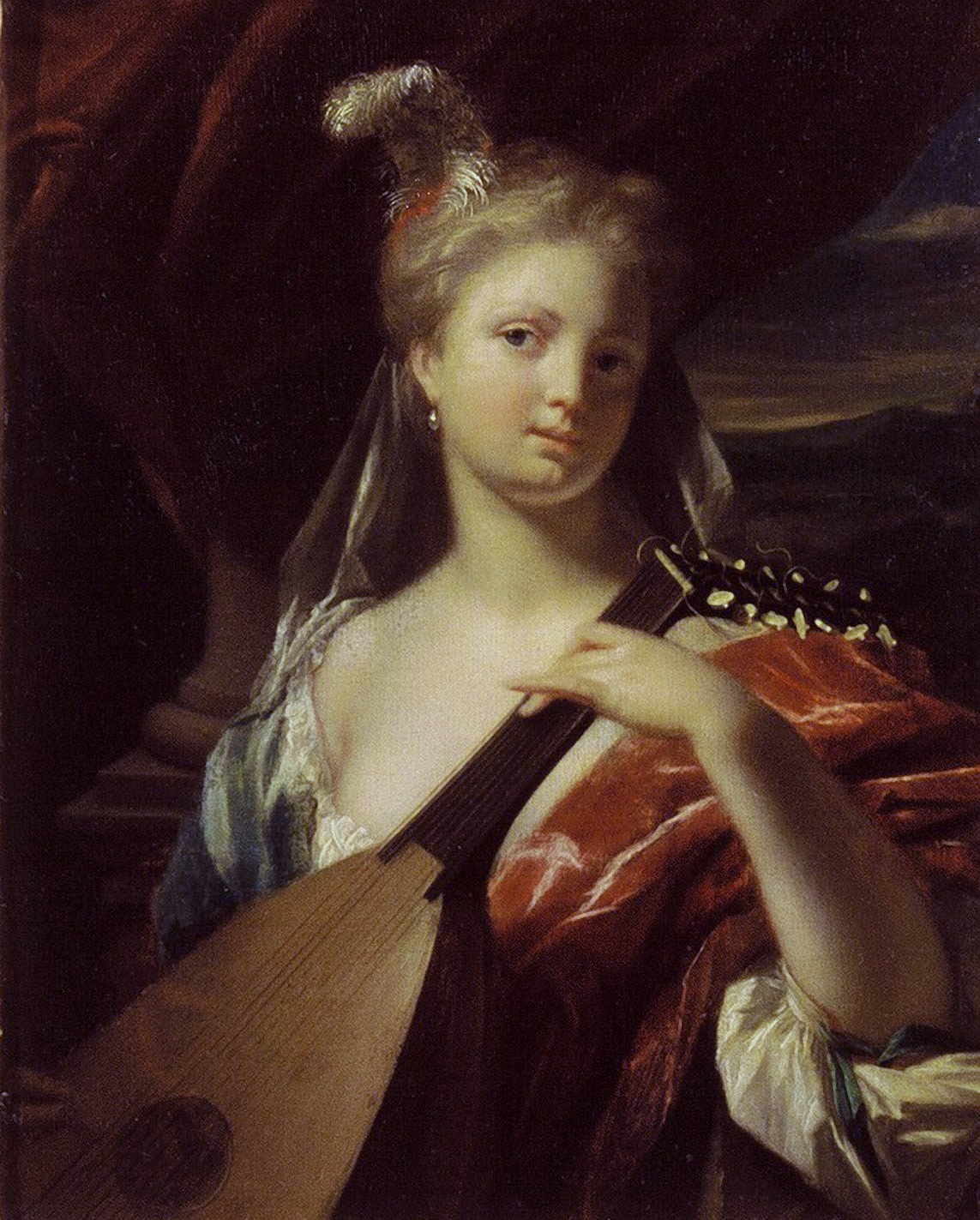
Philip van Dijk, Žena hrající na loutnu